# Rocade nord d'Alger
La rocade nord d'Alger / Autoroute de l'Est est une rocade qui mène du centre d'Alger à Dar El Beïda dans la banlieue est d'Alger sur 14,5 km et jusqu'à Boudouaou sur 29 km pour rejoindre l'Est du pays.

## Historique
La voie rapide dénommée Autoroute de l'Est entre l'Aéroport d'Alger et Boudouaou a été inaugurée à la fin des années 1970 afin de soulager la RN5. 
Cette route a été requalifiée est prolongée durant les années 1980 par deux rocades, dont la Rocade nord inaugurée en 1985. 
Ce prolongement vers Alger-Centre vient suppléer l'ancienne route moutonnière construite dans les années 1920 pour aller d'Alger vers la banlieue est.

## Parcours
- Route de l'ALN (km 0)
- : Villes desservie Bir Mourad Raïs, Kouba, Hussein Dey
- Échangeur entre Rocade Nord et A1 (km 3,3)
- : Ville desservie Mohammadia (Lavigerie, Centre commercial ARDIS (km 4)
- : Ville desservie El Harrach, Palais des expositions Pins maritimes (km 6)
- : Ville desservie N 24, Mohammadia (Pins Maritimes) (km 6,8)
- : Ville desservie Bab Ezzouar (km 8,1)
- : Ville desservie Mohammadia (Bananiers) (km 8,4)
- Échangeur entre Rocade Nord et RN5E : Villes desservies Bordj El Kiffan, Bab Ezzouar, Dar El Beïda, Aéroport d'Alger (km 10,3)
- : Ville desservie Dar El Beïda (El Hamiz) (km 11,8)
- Échangeur entre Rocade Nord et Rocade Sud (km 14,5)
- Échangeur entre Rocade Nord et A2 (km 15,5)
- : Ville desservie Rouiba (km 16,6)
- : Ville desservie Rouiba (km 19,5)
- : Zone Industrielle de Rouiba (km 21)
- : Villes desservie Reghaia (km 25,3)
- Échangeur entre Rocade Nord et A102 : Villes desservies Boudouaou (km 29)

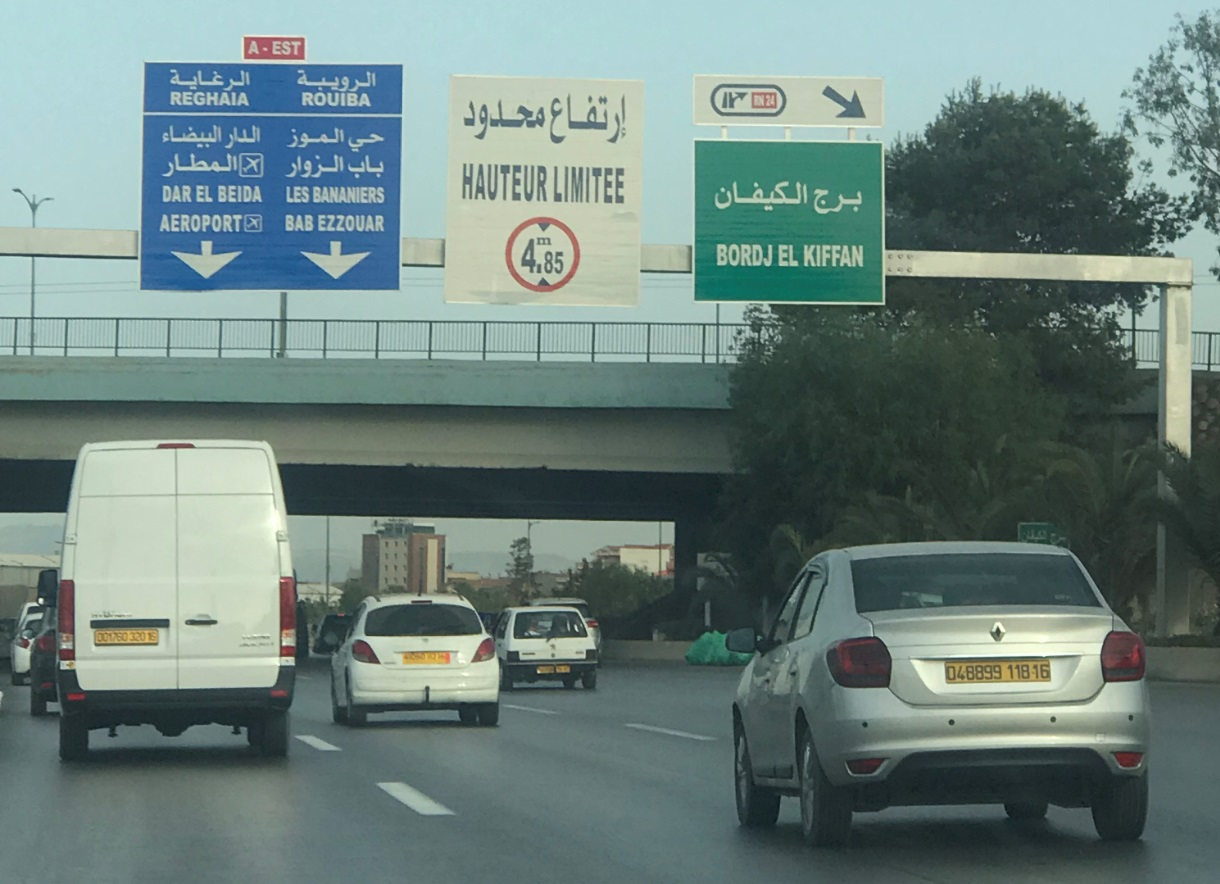